# Škoda 26BB
Škoda 26BB (nazwa handlowa Perun) – to niskopodłogowy autobus elektryczny produkowany od 2013 r. przez czeską firmę Škoda Electric w oparciu o nadwozie Urbino 12 polskiej firmy Solaris Bus & Coach. Na tej samej bazie powstał też trolejbus Škoda 26Tr.

## Konstrukcja
Škoda 26BB to dwuosiowy, trzydrzwiowy autobus elektryczny o długości 12 m, z niskopodłogowym nadwoziem autobusu Solaris Urbino 12. Wyposażony jest w technologię IGBT oraz asynchroniczny silnik elektryczny trakcyjny Škoda o mocy 160 kW, który zasilany jest bateriami Li-pol. Wersja Perun HE może przejechać 150 km na jednym ładowaniu, pojazd ładowany jest poprzez szybkie ładowanie (70 minut) w ciągu dnia oraz ładowanie nocne przez 6–8 godzin. Wersja Perun HP wyposażona jest w technologię szybkiego ładowania od 6 do 8 minut (zasięg 30 km), ładowanie nocne odbywa się poprzez podłączenie do prądu z balansowaniem (czas ładowania 6–8 godzin).

## Produkcja i eksploatacja
Prototyp autobusu elektrycznego Škoda Perun HE zaprezentowano w Pradze we wrześniu 2013 roku w ramach Europejskiego Tygodnia Mobilności, a następnie miał swoją oficjalną premierę w listopadzie tego roku na targach Czechbus. Następnie od wiosny 2014 roku pojazd przechodził testy i przejazdy prezentacyjne z pasażerami w Brnie, Pardubicach, Czeskich Budziejowicach, Mariańskich Łaźniach, Opawie, Ołomuńcu, Libercu, Krakowie, Hradcu Králové, Zielonej Górze i Děčínie. W 2015 roku został zakupiony Dopravní podnik města Hradce Králové, który zarejestrował go pod numerem 174 (od 2018 r. pod numerem 402). W 2014 r. wyprodukowano pierwsze dwa pojazdy Perun HP, które producent wydzierżawił przewoźnikowi Plzeňské městské dopravní podniky w 2015 r. Wszystkie trzy autobusy mają nadwozie Urbino III generacji.
W 2018 roku na bazie autobusu Solaris Urbino 8,9 LE powstał autobus elektryczny Škoda 29BB.
Produkcja Peruna HE z karoserią Urbino IV generacji rozpoczęła się w 2016 r. Od tego czasu pojazdy te zakupiły spółki Arriva Morava (10 dla transportu publicznego w Trzyńcu), Arriva Nové Zámky (1 dla transportu publicznego w Šaľi na Słowacji) i Arriva Východní Čechy (4 dla transportu publicznego w Trutnovie). W 2018 roku Škoda Electric dostarczyła 2 Peruny SH01 do Żyliny na Słowacji.